# Wim Kuijken
Wilhelmus Johannes (Wim) Kuijken (Amsterdam, 29 november 1952) is een Nederlands ambtenaar, bestuurder en toezichthouder. Sinds 1 januari 2021 is hij voorzitter van de Kiesraad.

## Biografie
Kuijken studeerde economie aan de Vrije Universiteit in Amsterdam en volgde een postacademische opleiding Havens, Transport en Logistiek. In 1979 werd hij beleidsmedewerker bij het ministerie van Economische Zaken en in 1982 werd hij hoofd Bureau Zeehavens bij datzelfde ministerie. In 1985 stapte hij over naar Binnenlandse Zaken, waar hij eerst drie jaar fungeerde als hoofd Bureau Secretaris-Generaal en vervolgens drie jaar als directeur Interbestuurlijke Betrekkingen en Informatievoorziening. In de periode 1991 tot 1995 was hij de gemeentesecretaris van de gemeente Den Haag, waarna hij secretaris-generaal werd op het ministerie van BZK. Van 2000 tot 1 april 2007 vervulde hij dezelfde functie bij het ministerie van Algemene Zaken en vanaf die laatste datum bij het ministerie van Verkeer en Waterstaat. Op 1 februari 2010 benoemde de minister van Verkeer en Waterstaat hem tot de eerste Nederlandse deltacommissaris, de Regeringscommissaris voor het Deltaprogramma. De Deltawet regelt de verantwoordelijkheden van de deltacommissaris. Op 1 januari 2019 werd hij in die functie opgevolgd door Peter Glas. Op 1 januari 2021 werd Kuijken benoemd tot voorzitter van de Kiesraad.

## Nevenfuncties
- Voorzitter Raad van Toezicht Amsterdam UMC (*AMC en VUmc)
- Voorzitter Raad van Commissarissen DNB vanaf 2015
- Voorzitter Raad van Toezicht Luchtverkeersleiding Nederland (LVNL)
- Lid raad van advies stichting Het Nationale Park de Hoge Veluwe
- Voorzitter Raad van Toezicht The Hague Security Delta
- Voorzitter Raad van Toezicht van het Kadaster
- Lid Instituuts-adviesraad ASTRON

## Persoonlijk
Kuijken is getrouwd en heeft twee kinderen.